# Clase característica
En matemáticas, una clase característica es un elemento del módulo de cohomología  de un espacio topológico que satisface ciertos axiomas. Son invariantes topológicos del espacio topológico en cuestión. Las clases características son un concepto unificador entre la  topología algebraica, la geometría diferencial y la geometría algebraica.  La teoría explica, en términos muy generales, por qué los fibrados no siempre pueden tener secciones.  Es decir, miden la desviación de una estructura de producto local de una estructura de producto global.

## Definición
Sea G un grupo, y para un espacio topológico X, escríbase bG(x) para el conjunto de las clases de isomorfismo de G-fibrados principales.  Esto es un funtor de Top  a Set, enviando una función f a la operación f* del pullback. Una clase característica c de G-fibrados principales es entonces una transformación natural de bG a un funtor H* de cohomología, visto también como funtor a Set.
Es decir deseamos asociar a cualquier G-fibrado principal P → X un elemento c(P) en H *(X) tal que, si f:  Y → X es una función continua, entonces c(f* P) = f* c(P).  A la izquierda está la clase del pullback de P a Y;  a la derecha está la imagen de la clase de P bajo la función inducida en cohomología.

## Motivación
Las clases características son un medio para medir hasta que punto un fibrado discrepa del trivial. También son fenómenos de la teoría cohomológica  de modo en que para una sección (matemática) y para decidir su existencia, necesitamos esa variancia.  
Las clases características desde su infancia en los años 30 (como parte de teoría de la obstrucción) era una razón importante por la que una teoría 'dual' a la homología fue buscada: La cohomología.  El enfoque de clases  características a los invariantes de la curvatura era una razón particular para hacer una teoría, también  probar un teorema de Gauss-Bonnet generalizado.
Cuando la teoría fue puesta en una base organizada alrededor de 1950 (con las definiciones reducidas a la teoría homotópica) llegó a estar claro que las clases características más fundamentales conocidas en aquella época (la clase de Stiefel-Whitney, la clase de Chern, y las clases de Pontryagin) eran reflejos de los grupos lineales clásicos y la estructura de su toro maximal. Lo que es más, la clase de Chern misma no era tan nueva, siendo reflejada en el cálculo de Schubert en Grassmannianas, y en el trabajo de la escuela italiana de geometría algebraica.  Por otra parte ahora había un marco que producía familias de clases, siempre que hubiera un fibrado vectorial implicado.
El mecanismo primordial entonces parecía ser éste:  dado un espacio X que llevaba un fibrado vectorial, ello implicaba en la categoría homotópica una función de X a un espacio clasificante BG, para el grupo lineal relevante G, Para la teoría de homotopía la información relevante está en subgrupos compactos tales como los grupos ortogonales y grupos unitarios como G. Esta sigue siendo la explicación clásica, aunque en una teoría geométrica dada es provechoso tomar la estructura adicional en cuenta.  Cuando la cohomología llegó a ser 'extraordinaria' con la llegada de la K-teoría y de la teoría del cobordismo  de 1955 en adelante, solamente era necesario cambiar la letra H por todas partes para determinar las clases características.
Las clases características se determinaron más adelante para las foliaciones de variedades;  tienen (en un sentido modificado, para las foliaciones con algunas singularidades permitidas) una teoría del espacio clasificante en la teoría de  homotopía.
En un trabajo posterior al rapprochement de las matemáticas y la física, nuevas clases  características fueron encontradas por Simon Donaldson y Dieter Kotschick en la teoría del instantón.  El trabajo y el punto de vista de Chern también se han mostrado importantes:  véase las Formas de Chern-Simons.
- Datos: Q1062978